# 슈퍼모델 선발대회
슈퍼모델 선발대회(Supermodel Contest)는 1992년 SBS 주최로 시작된 대한민국의 모델 선발대회이다.

## 역사
- 제14회 (2005년 11월 25일) 대회 수상자는 2005년 한중 슈퍼모델 선발대회에 참가함.
- 제15회 (2006년 10월 13일) 대회 수상자는 2006년 한중 슈퍼모델 선발대회에 참가함.
- 제16회 (2007년 11월 2일) 대회 수상자는 2007년 아시아 태평양 슈퍼모델 선발대회에 참가함.
- 제17회 (2008년 9월 19일) 대회 수상자는 2009년 아시아 태평양 슈퍼모델 선발대회에 참가함.
- 제20회 (2011년 10월 25일)부터는 남자 모델에게도 문호 개방함.
- 제 23회 (2014년 10월 13일)부터 제 28회 (2019년 11월 18일)까지는 SBS에서 방송됨.

## 역대 대회
| 회차   | 개최 일자        | 우승자 | 주요 입상자 및 배출 모델                                                                                       | 장소                             | 비고  |
| ------ | ---------------- | ------ | --- | -------------------------------- | ----- |
| 제1회  | 1992년 9월 23일  | 이소라 | 오미란, 김은심, 정재경, 이기린                                                                                 | 그랜드 힐튼 호텔                 |       |
| 제2회  | 1993년 9월 23일  | 이종희 | 고윤경, 김나애, 한창서, 김정은, 홍진경                                                                         | 리틀엔젤스 예술회관              |       |
| 제3회  | 1994년 9월 23일  | 주정은 | 오지영, 조희주                                                                                                 | 코엑스 컨벤션홀                  |       |
| 제4회  | 1995년 7월 16일  | 김소연 | 이선진, 황인영, 김선아, 임상효, 한고은, 윤서라                                                                 | 리틀엔젤스 예술회관              |       |
| 제5회  | 1996년 7월 14일  | 온미정 | 지미기, 송선미, 변은정, 윤지영                                                                                 | 리틀엔젤스 예술회관              |       |
| 제6회  | 1997년 8월 29일  | 이진영 | 송경아, 조경희, 김태연, 오혜영(오승연), 김진희, 유현영                                                         | 세종문화회관                     |       |
| 제7회  | 1998년 10월 2일  | 박둘선 | 조민정, 백소영, 성희경, 최지혜, 이유진, 엽설화, 조향기, 안소라, 이윤미, 이경은, 한지영                         | 세종문화회관                     |       |
| 제8회  | 1999년 9월 17일  | 정다은 | 염자영, 장경란, 박세련, 이미선                                                                                 | 세종문화회관                     |       |
| 제9회  | 2000년 10월 26일 | 김희은 | 전은주, 김효진, 정주은, 이화선                                                                                 | 코엑스 컨벤션홀                  |       |
| 제10회 | 2001년 11월 2일  | 백윤애 | 이지혜, 김예슬이, 조우정, 김지영, 김혜련, 공현주, 최여진                                                       | 리틀엔젤스 예술회관              |       |
| 제11회 | 2002년 11월 8일  | 이기용 | 김지혜, 박경은, 이다희                                                                                         | 세종문화회관                     |       |
| 제12회 | 2003년 9월 26일  | 김자연 | 오지혜, 이순영, 최윤희                                                                                         | 리틀엔젤스 예술회관              |       |
| 제13회 | 2004년 11월 5일  | 강소영 | 김은영, 박성희, 이새봄, 최은영, 이은정, 조소현, 임은경, 송은지, 김규봉, 김선유, 조지해, 김새롬                 | 리틀엔젤스 예술회관              |       |
| 제14회 | 2005년 11월 25일 | 김수현 | 김경화, 오수미, 안은정, 최지선, 정경진, 이현이, 임주영, 배혜진                                                 | EXCO 대구                        |       |
| 제15회 | 2006년 10월 13일 | 차서린 | 신하영, 유혜영, 신선아, 조희, 오수연, 서유림, 표영주, 이희선                                                   | EXCO 대구                        |       |
| 제16회 | 2007년 11월 2일  | 이현주 | 양은영, 문현아, 이지은, 안주아, 김나영                                                                         | 고양아람누리                     |       |
| 제17회 | 2008년 9월 19일  | 김라나 | 강유진, 김주연, 이혜민, 이혜진, 황도경, 이성경, 윤진수, 유성은, 박민하                                         | 거제시 종합운동장                |       |
| 제18회 | 2009년 11월 2일  | 김혜진 | 곽지영, 송다은, 강리현, 김소영, 김은지, 황수현, 장지은, 김윤선, 황현희, 배지현, 유지현, 우지희, 임진아, 최한빛 | 거제시 종합운동장                |       |
| 제19회 | 2010년 10월 5일  | 윤다영 | 김혜지, 정은혜, 강수빈, 서승혜, 노주영, 박소연, 이지현, 강은정, 황현주                                         | 천안 삼거리공원                  |       |
| 제20회 | 2011년 10월 25일 | 김재범 | 김무영, 김건희, 이호승, 이건화, 김수진, 전수민, 김미우, 이지영, 권다솜, 정이나, 김나윤, 김영민                 | 부산 광안리 해수욕장 특설무대    |       |
| 제21회 | 2012년 11월 9일  | 김경원 | 정하은, 이정현, 황세진, 변상익, 박기훈, 권은진, 강다빈, 서혜진                                                 | 상암동 SBS 프리즘타워            |       |
| 제22회 | 2013년 9월 27일  | 최다빈 | 박선임, 김지향, 추아림, 김유영, 안의찬, 박정욱, 노일현, 이지훈                                                 | 여수 엑스포해양공원 디지털갤러리 |       |
| 제23회 | 2014년 10월 13일 | 고예슬 | 견정환, 진기주, 김도연, 강민아, 서수원, 정혜린, 성혜민, 이보림, 강민아, 왕현웅                                 | 상암동 SBS 프리즘타워            | [ 2 ] |
| 제24회 | 2015년 12월 28일 | 손기성 | 김형우, 서하은, 김지아, 최웅, 허현도, 최은경                                                                   | 등촌동 SBS 공개홀                |       |
| 제25회 | 2016년 12월 22일 | 최유솔 | 김민수, 니우위쿤, 우웨루, 홍준기, 이환희, 송지수                                                               | 상암동 SBS 프리즘타워            |       |
| 제26회 | 2017년 12월 15일 |        | | 제주 신화월드 특설무대           |       |
| 제27회 | 2018년 11월 30일 |        | |                                  |       |
| 제28회 | 2019년 11월 18일 |        | |                                  |       |
| 제29회 | 2022년 9월 30일  |        | |                                  |       |
| 제30회 | 2023년 11월 13일 |        | |                                  |       |

## 역대 진행자
- 2009년 : 류시원, 정미선
- 2014년 : 한고은, 최기환, 유이
- 2015년 : 사나, 유주, 임윤아
- 2016년 : 송지효, 은하, 미나, 강다니엘
- 2017년 : 신동엽, 장예원, 최아리
- 2018년 : 티파니 영, 한고은, 쯔위, 다현
- 2019년 : 한고은, 최기환, 주현정, 태연

## 같이 보기
- 슈퍼모델
- 도전! 슈퍼모델 코리아
- 슈퍼탤런트